# Columba jouyi
La paloma de las Ryukyu o paloma de banda plateada (Columba jouyi) es una especie extinta de ave columbiforme de la familia Columbidae endémica de los bosques laurifolios de las islas Ryūkyū, en Japón.

## Distribución
Esta especie extinta de paloma era endémica de las islas del archipiélago de Okinawa en el suroeste de Japón. En la zona de Okinawa, se la encontraba en Iheyajima, Izenajima, la isla de Okinawa y la pequeña isla vecina de Yagachijima. En Kerama Retto al oeste de Okinawa, habitaba en Zamamijima, mientras que en el grupo Daitō, a unos 300 km al sureste de Okinawa, habitaba las islas más grandes, Kita Daitōjima y Minami Daitōjima. Anteriormente muy probablemente habitaba en otras islas cercanas a Okinawa, como ser Iejima. Su nombre científico hace honor al coleccionista de aves Pierre Louis Jouy quien era amigo de Stejneger.

## Extinción
Al igual que todas las especies de palomas forestales de Japón, la paloma forestal de Ryukyu era muy susceptible a la destrucción de hábitat. Para su desarrollo necesitaba de extensión amplias de bosque subtropical virgen. Por ejemplo, Iejima, fue desforestado principalmente para realizar asentamientos humanos y desarrollar la agricultura aun antes que comenzara la exploración científica, que es la razón por la cual no existen registros de avistamiento allí. En Okinawa el último avistamiento se remonta a 1904, probablemente sucumbiendo ante su caza. En el grupo Daitō, desapareció después de 1936 ya que estas pequeñas islas fueron completamente deforestadas por asentamientos humanos y construcciones antes de la  Segunda Guerra Mundial. Se presume que siguió existiendo en las islas exteriores del grupo Okinawa, pero nunca más se la volvió a observar.